# Alpha Ceti
Alpha Ceti (α Cet, α Ceti) este o stea din constelația Balena. Denumirile tradiționale ale stelei sunt Menkar și Menkab. Numele Menkar provine de la cuvântul arab منخر manħar, „nară”.